# Filtu
Filtu (Ge'ez ፊልቱ) ist ein Ort im Süden Äthiopiens. Es liegt südlich des Flusses Ganale in einem Gebiet, das zwischen den Regionen Somali und Oromia umstritten ist. In den Dokumenten der äthiopischen Zentralen Statistikagentur von 1998 und 2005 wird Filtu zur Liben-Zone von Somali gezählt, in den 1990er Jahren wurde es übergangsweise zum Hauptort dieser Zone bestimmt.
Nach Angaben der Zentralen Statistikagentur für 2005 hatte Filtu 8.242 Einwohner. 1997 wurden von 5.518 Einwohnern 98,26 % als Somali registriert, die übrigen 96 Einwohner gehörten den Amharen, Wolaytta, Oromo und anderen ethnischen Gruppen an. Wichtigster Somali-Clan in Filtu sind die Degodia.
Filtu verfügt über einen Markt, der mit weiteren Märkten in Äthiopien und in den Nachbarländern Kenia und Somalia in Verbindung steht. Eine Straße verbindet den Ort mit Negele Boran im Westen und Doolow im Osten. Rund um Filtu liegen mehrere kleinere Dörfer von sesshaften Ackerbauern und Viehzüchtern.

## Geschichte
Bis zur Neuordnung der Verwaltungsgliederung Äthiopiens 1991 gehörte Filtu zur Provinz Sidamo.
Seit der italienischen Besatzung Äthiopiens 1935–1941 drangen Somali-Nomaden über den Fluss Ganale nach Westen in das Gebiet Liben (auch Liban oder Libin) vor. Dies führte zu Konflikten mit den bereits dort lebenden Borana-Oromo. Die äthiopische Übergangsregierung, die nach 1941 an die Macht kam, war der Ansicht, dass dieses Problem am besten zu beheben sei, indem die Somali wieder über den Ganale verdrängt würden. Die britische Kolonialmacht im benachbarten Kenia, wo es ebenfalls Konflikte zwischen Borana und Somali gab, war ähnlicher Ansicht. Die äthiopische Regierung zögerte allerdings, gegen die Somali vorzugehen, denn sie wollte das von Somali bewohnte Ogadengebiet, welches übergangsweise von Großbritannien verwaltet wurde, zurückgewinnen und daher die Somali nicht gegen sich aufbringen. Im Oktober 1964 griffen jedoch die Borana und die Guji-Oromo – vielleicht ermutigt von den lokalen äthiopischen Behörden – gemeinsam die Somali an und fügten ihnen bedeutende Verluste an Menschen und Vieh zu. Dieser Angriff trieb einen Großteil der Somali in die Flucht, aber auch die Rayitu, die von gemischter Somali- und Oromo-Herkunft sind und sich als Muslime eher den Somali zugehörig fühlen. In Filtu wurden geflohene Somali von den Behörden in eine Art „geschütztes Dorf“ umgesiedelt, um sie überwachen zu können, Unterstützung für eine Rückkehr wurde ihnen verwehrt. Ein Teil dieser Vertriebenen begab sich daher nach Somalia, um sich ab 1965 mit Unterstützung Somalias am bewaffneten Widerstand gegen die äthiopische Regierung in der Bale-Revolte zu beteiligen.
Im Ogadenkrieg wurde Filtu zwischen Ende Juli und Anfang August 1977 von somalischen Truppen erobert. Am 8. März 1978 erfolgte die Rückeroberung durch die Vierte Division der äthiopischen Armee.
Nach 1991 wurde Äthiopien neu in ethnisch definierte Regionen eingeteilt („ethnischer Föderalismus“). Die Aufteilung des Liben-Gebietes zwischen den Regionen Oromia und Somali bleibt umstritten, auf Karten finden sich unterschiedliche Grenzverläufe. Offiziellen Dokumenten von 1998 und 2005 zufolge ist Filtu Hauptort der Woreda Liben oder Filtu in der Liben-Zone der Somali-Region.
Zwischen den verschiedenen Somali-Untergruppen/Clans gab es Differenzen um die Wahl des Hauptortes für die gesamte Zone: Die Garre beanspruchten diesen Status für die Stadt Moyale, die über eine relativ gute Infrastruktur verfügt, derzeit allerdings zu Oromia gehört. Die Degodia zogen hingegen Filtu vor, obschon die Infrastruktur dieses kleineren Ortes bescheidener ist. Die Regionalregierung von Somali bestimmte in den 1990er Jahren Filtu übergangsweise zum Hauptort.
Infolge der Konflikte zwischen Oromo und Somali sowie von Dürre haben sich Binnenvertriebene bei Filtu niedergelassen. Anfang 2002 lebten über 800 Vertriebenenhaushalte in drei Lagern. 220 Degodia-Familien gaben an, aus dem Gebiet zwischen der Straße von Filtu nach Negele Boran im Norden und dem Fluss Dawa im Süden gekommen zu sein, 289 Gurra-Familien und 243 Familien von Warra Dubba waren eigenen Angaben zufolge vor Kämpfen in der Bale-Zone von Oromia geflohen.